# Sequência escorregadia
Em biologia molecular e genética, uma sequência escorregadia é uma curta secção do ARN mensageiro, cuja sequência de nucleótidos, geralmente UUUAAAC, induz a uma aceleração da velocidade de leitura do ARN mensageiro pelo ribossoma, levando este último a "saltar" um nucleótido e continuar a tradução do ARN mensageiro com uma deslocação +1 do quadro de leitura.